# Бутенёв, Аполлинарий Петрович
Аполлинарий Петрович Бутенёв (или Буте́нев; 16 июля 1787, Калужская губерния — 18 апреля 1866, Париж) — русский дипломат, посол в Константинополе (1829—1843, 1856—1858) и Ватикане (1843—1855). Действительный тайный советник.

## Биография

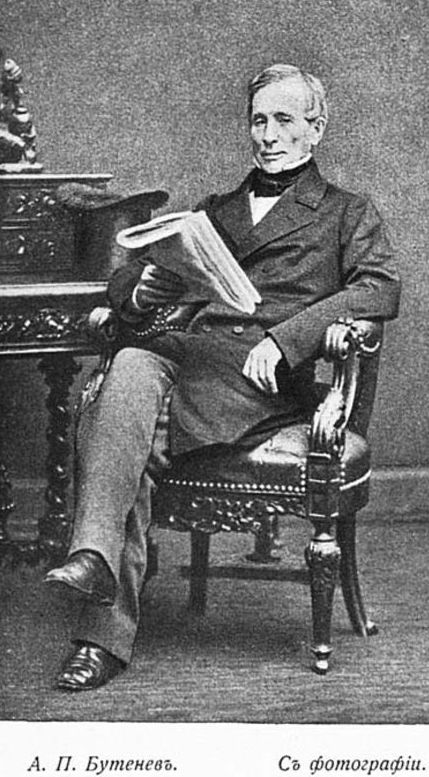
Фото

Родился 16 (27) июля 1787 года в селе Гриденки (Калужское наместничество) в семье помещика Пётра Семёновича Бутенева (1751—1817) и его жены Александры Васильевны (1762—1804) — сестры генерал-лейтенанта Л. В. Спафарьева.
Получил домашнее образование в доме богатого соседа — помещика Афанасия Николаевича Гончарова, деда жены А. С. Пушкина.
С 1802 года жил в Петербурге в доме фельдмаршала князя Салтыкова, к которому имел рекомендательные письма от Гончаровых. С 1804 года служил в переводческой канцелярии коллегии иностранных дел, затем — секретарём при товарище министра иностранных дел графе А. Н. Салтыкове. По ходатайству последнего в 1810 году определён в канцелярию министерства иностранных дел (отделение Востока и государств Южной Европы). В 1812 году командирован в дипломатическую канцелярию князя Багратиона, где находился до Бородинской битвы.
В 1816—1821 году — секретарь посольства в Константинополе, по возвращении в Россию — начальник переводческой экспедиции министерства иностранных дел. С 1827 года — действительный статский советник. В 1828 году управлял походной канцелярией графа Нессельроде в русско-турецкой войне до взятия Варны; в 1829 году сопровождал графа в Варшаву на коронацию Николая I.
С сентября 1829 года — поверенный в делах в Константинополе (замещал уехавшего в отпуск посланника графа А. И. Рибопьера); с конца 1830 года назначен послом и полномочным министром при Порте. В 1831 году, во время польского восстания, искусно действовал против французской дипломатии; в 1832 году побудил султана обратиться к России за помощью против египетского паши Мехмет-Али. В 1833 году подписал Ункяр-Искелесийский договор, закрывший Дарданеллы для прохода иностранных судов.
Был произведён 7 апреля 1836 года в чин тайного советника. В 1840—1842 годах был в продолжительном отпуске по болезни дочери. В 1842 году в Константинополе выполнял особо важные поручения по сербским делам. В 1843—1855 годах — посланник в Риме. Сумел заслужить доверие папы Григория ХVІ и папы Пия IX. В период римской революции 1848—1849 годов находился при папе Пие IX в Гаэте. В 1847 году вместе с графом Блудовым заключил конкордат с римской курией.
По окончании Крымской войны в 1856 году был назначен членом Государственного совета и посланником в Константинополь; успешно восстановил отношения между Россией и Турцией. В августе 1856 года пожалован в действительные тайные советники. С 1858 года находился в России.

Из-за серьёзного ухудшения здоровья, потери зрения и слуха выехал на лечение за границу. Умер 18 (30) апреля 1866 года в Париже от апоплексического удара, похоронен на Монмартрском кладбище. Писатель Альфонс де Ламартин говорил о Бутенёве: «Обаятельный и высоконравственный человек, философ и государственный деятель». В 1834 году Д. Фикельмон писала о нём:
Он кроток, застенчив, но выглядит истинным джентльменом и имеет отличную репутацию.
А. П. Бутенёв оставил воспоминания на французском языке, первый перевод которых был напечатан в Русском архиве в 1881 и 1883 годах. В 1911 году его сын издал их отдельной книгой.

## Награды
Российской империи:
- орден Св. Станислава 1-й степени (1829)
- орден Св. Анны 1-й степени (1838)
- орден Белого орла (1840)
- орден Св. Александра Невского (1843, алмазные знаки к ордену — 1847)
- Знак отличия беспорочной службы за XLV лет (1854)
- орден Св. Владимира 1-й степени (1858)

Иностранных государств:
- греческий орден Спасителя 1-й ст. (1836)
- тосканский орден Святого Иосифа 1-й ст. (1847)
- ватиканский орден Пия IX 1-й ст. (1849)
- турецкий орден Меджидие 1-й ст. (1857)

## Семья
Первая жена (с 26 августа 1823 года) — Варвара Ивановна Шевич (1802—09.04.1828), дочь командира лейб-гвардии Гусарского полка генерал-лейтенанта Ивана Егоровича Шевича; племянница А. Х. Бенкендорфа. Умерла в апреле 1828 года от чахотки, похоронена в Александро-Невской лавре в Петербурге. В браке родились дети:
- Иван Аполлинарьевич (1824—1838)
- Александра Аполлинарьевна (1825—27.10.1851) — фрейлина двора, скончалась от чахотки в Риме накануне своего бракосочетания с графом Петром Григорьевичем Шуваловым, похоронена там же на протестантском кладбище.
- Мария Аполлинарьевна (19.01.1828— ?).

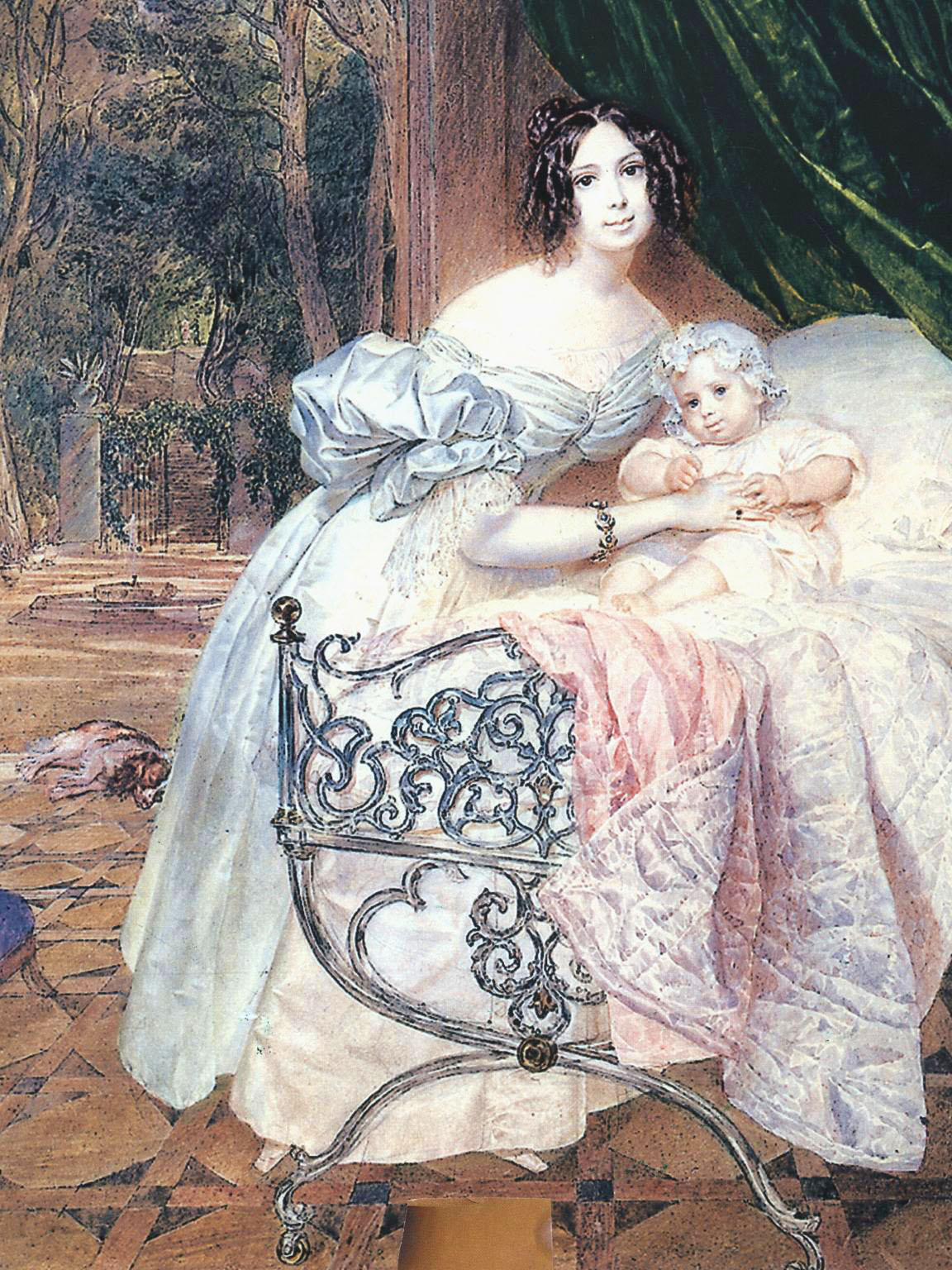
Мария Иринеевна Бутенёва с дочерью Марией (1835)

Вторая жена (с 1834 года) — графиня Мария Иринеевна Хрептович (1811—27.02.1890), сестра видного дипломата Михаила Хрептовича. По поводу их свадьбы Д. Фикельмон писала: «Господин Бутенев приехал сюда из Константинополя жениться. Его избранница — абсолютно некрасива, и из-за своей неказистой внешности остаётся неприметной в обществе. Однако её друзья говорят, что она не без талантов и со средствами». Умерла скоропостижно от разрыва сердца в феврале 1890 года в Риме. Похоронена в имении Бешенковичи Витебской губернии. В браке имела детей:
- Мария Аполлинарьевна (1835—1906); замужем за князем Виктором Ивановичем Барятинским (1823—1904).
- Елена Аполлинарьевна (23.09.1838—1839), крестница великой княгини  Елены Павловны.
- Михаил Аполлинарьевич (1844—1897), граф Бутенев-Хрептович (1893), камергер, посланник в Баварии; детей не оставил.
- Константин Аполлинарьевич (1848—1933)[7], капитан-лейтенант флота, с 1899 г. граф Хрептович-Бутенев; владелец усадьбы Васильевское Венёвского уезда[8]. Женат первым браком на Вере Васильевне Ильиной, вторым — на графине Екатерине Павловне Барановой. В первом браке имел сына Аполлинария (1879—1946), дочерей Татьяну (1884—1888), Марию (1881—1943, замужем за князем Г. Н. Трубецким) и Екатерину (1878—1966, замужем за К. М. Ону, главой представительства Временного правительства в США).